# Gastrodia shimizuana
Gastrodia shimizuana är en orkidéart som beskrevs av Takasi Tuyama. Gastrodia shimizuana ingår i släktet Gastrodia och familjen orkidéer. Inga underarter finns listade i Catalogue of Life.